# Alexandre Vincent (football)
Pour les articles homonymes, voir Alexandre Vincent et Vincent.
Alexandre Vincent, né le 25 avril 1994 à Auxerre (Yonne), est un footballeur français qui évolue au poste de milieu offensif.

## Biographie

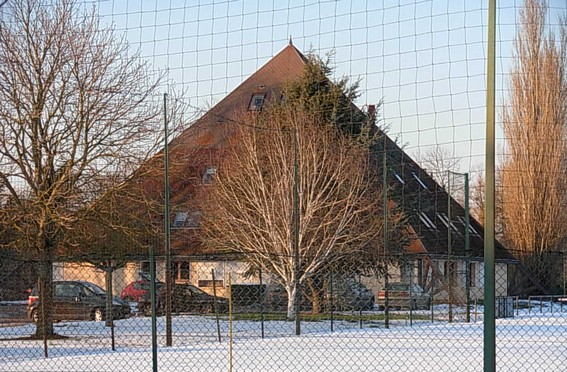
L'ancien centre de formation de l'AJ Auxerre.

Né à Auxerre, Alexandre Vincent arrive très jeune dans le Doubs à la suite de la mutation de son père à la caserne de Trépillot, à Besançon. Il commence le football au PSB Foot avant de se diriger vers un autre club bisontin, le Besançon Racing Club. Il est repéré et intègre le pôle espoirs de football de Dijon en 2007. Il y côtoie Kurt Zouma. Il est approché par plusieurs clubs professionnels, et ses parents choisissent alors le club de Grenoble. À la suite des problèmes financiers rencontrés par le club isérois, il quitte le centre de formation et Guy Roux, intéressé par son potentiel, le fait venir à Auxerre. En 2012, il remporte le championnat de France U19 en battant le Paris SG de Rabiot et Maignan en finale.
Il joue son premier match professionnel le 26 août 2014, lors d'une rencontre comptant pour le deuxième tour de la Coupe de la Ligue opposant l'AJ Auxerre à l'AS Nancy-Lorraine. Il marque son premier but en équipe professionnelle le 24 avril 2015 pendant une rencontre de Ligue 2 à Châteauroux, perdue 2-1 par son équipe. Quatre jours plus tard, il ouvre son compteur buts à domicile en marquant face au Stade lavallois. En fin de saison, il dispute quelques minutes de la fin de la finale de la Coupe de France, perdue 0-1 par l'AJ Auxerre face au Paris SG. Après une blessure qui l'éloigne des terrains pendant plus d'un an, Alexandre Vincent fait son retour dans l'équipe première de l'AJ Auxerre le 11 novembre 2017 à l'occasion du 7e tour de Coupe de France contre le FC Chamalières.
A l'intersaison 2018, il participe au stage de l'UNFP destiné au joueurs sans contrat. Il y participe de nouveau l'été suivant après une saison avec Laval.
Libre de tout contrat, Alexandre Vincent est recruté le 9 octobre 2024 par le Vendée Les Herbiers Football, qui évolue en National 2.

## Statistiques
| Saison                | Club                  | Championnat           | Championnat | Championnat | Championnat | Coupe nationale | Coupe nationale | Coupe nationale | Coupe de la Ligue | Coupe de la Ligue | Coupe de la Ligue | Total | Total | Total |
| Saison                | Club                  | Division              | M.          | B.          | P.d.        | M.              | B.              | P.d.            | M.                | B.                | P.d.              | M.    | B.    | P.d.  |
| 2014-2015             | AJ Auxerre            | Ligue 2               | 8           | 2           | 0           | 3               | 0               | 0               | 2                 | 0                 | 0                 | 13    | 2     | 0     |
| 2015-2016             | AJ Auxerre            | Ligue 2               | 35          | 4           | 6           | 1               | 0               | 0               | 2                 | 0                 | 0                 | 38    | 4     | 6     |
| 2016-2017             | AJ Auxerre            | Ligue 2               | 10          | 1           | 1           | 0               | 0               | 0               | 3                 | 1                 | 0                 | 13    | 2     | 1     |
| 2017-2018             | AJ Auxerre            | Ligue 2               | 2           | 0           | 0           | 3               | 0               | 0               | 0                 | 0                 | 0                 | 5     | 0     | 0     |
| Sous-total            | Sous-total            | Sous-total            | 55          | 7           | 7           | 7               | 0               | 0               | 7                 | 1                 | 0                 | 69    | 8     | 7     |
| 2018-2019             | Stade lavallois       | National              | 28          | 2           | 4           | 1               | 0               | 0               | 1                 | 0                 | 0                 | 30    | 2     | 4     |
| Sous-total            | Sous-total            | Sous-total            | 28          | 2           | 4           | 1               | 0               | 0               | 1                 | 0                 | 0                 | 30    | 2     | 4     |
| 2019-2020             | FC Rouen              | National 2            | 3           | 0           | 0           | 0               | 0               | 0               | -                 | -                 | -                 | 3     | 0     | 0     |
| Sous-total            | Sous-total            | Sous-total            | 3           | 0           | 0           | 0               | 0               | 0               | 0                 | 0                 | 0                 | 3     | 0     | 0     |
| 2020-2021             | US Concarneau         | National              | 28          | 3           | 8           | 0               | 0               | 0               | -                 | -                 | -                 | 28    | 3     | 8     |
| Sous-total            | Sous-total            | Sous-total            | 28          | 3           | 8           | 0               | 0               | 0               | 0                 | 0                 | 0                 | 28    | 3     | 8     |
| 2021-2022             | FC Chambly            | National              | 24          | 3           | 4           | 4               | 1               | 0               | -                 | -                 | -                 | 28    | 4     | 4     |
| Sous-total            | Sous-total            | Sous-total            | 24          | 3           | 4           | 4               | 1               | 0               | 0                 | 0                 | 0                 | 28    | 4     | 4     |
| 2022-2023             | Le Mans FC            | National              | 25          | 1           | 3           | 0               | 0               | 0               | -                 | -                 | -                 | 25    | 1     | 3     |
| 2023-2024             | Le Mans FC            | National              | 21          | 1           | 1           | 2               | 1               | 0               | -                 | -                 | -                 | 23    | 2     | 1     |
| Sous-total            | Sous-total            | Sous-total            | 46          | 2           | 4           | 2               | 1               | 0               | 0                 | 0                 | 0                 | 48    | 3     | 4     |
| 2024-2025             | Les Herbiers VF       | National 2            | 17          | 2           | 1           | 3               | 0               | 0               | -                 | -                 | -                 | 20    | 2     | 1     |
| Sous-total            | Sous-total            | Sous-total            | 17          | 2           | 1           | 3               | 0               | 0               | 0                 | 0                 | 0                 | 20    | 2     | 1     |
| Total sur la carrière | Total sur la carrière | Total sur la carrière | 201         | 19          | 28          | 17              | 2               | 0               | 8                 | 1                 | 0                 | 226   | 22    | 28    |

## Palmarès
- Vainqueur du championnat de France des moins de 19 ans en 2012 avec l'AJ Auxerre[2].
- Champion de CFA 2 en 2015 avec l'AJ Auxerre rés..
- Finaliste de la Coupe de France en 2015 avec l'AJ Auxerre.